# Al-Arian
Al-Arian (hebrejsky אל עריאן, arabsky العريان, v oficiálním přepisu do angličtiny Al-Aryan) je vesnice v Izraeli, v Haifském distriktu, v Oblastní radě Menaše.

## Geografie
Leží v nadmořské výšce 327 metrů na zalesněných kopcích při Vádí Ara, 21 kilometrů od břehu Středozemního moře, cca 57 kilometrů severovýchodně od centra Tel Avivu, cca 37 kilometrů jihovýchodně od centra Haify a 20 kilometrů severovýchodně od města Chadera. Východně od vesnice protéká údolím vádí Nachal Seraja. Obdobně zaříznuté je i údolí dalšího vádí jihozápadně od vesnice, jež tak tvoří vyvýšeninu ohraničenou ze tří stran strmými svahy.
Al-Arian obývají Izraelští Arabové, přičemž osídlení v regionu Vádí Ara je etnicky převážně arabské. Další arabská sídla pak pokračují i v takzvaném Trojúhelníku. Výjimkou je židovské město Kacir-Chariš cca 2 kilometry jihozápadně odtud. Obec leží 1 kilometr od hranice mezi vlastním Izraelem a okupovaným Západním břehem Jordánu. V jeho přilehlém úseku se nachází blok židovských vesnic zvaný Šaked.
Al-Arian je na dopravní síť napojen pomocí místní silnice, jež ústí do města Ar'ara.

## Dějiny
Al-Arian vznikl v roce 1880. Zakladatelem osady byl jistý Ahmed Suliman, jehož potomci zde žijí dodnes. Jméno vesnice je odvozeno od arabského výrazu pro „nahý“; prý proto, že během mandátní Palestiny nechali Britové vykácet všechny stromy v okolí kvůli výstavbě železnice.
Většina obyvatel za prací dojíždí mimo obec. Velká část z nich pracuje ve stavebním průmyslu. V obci funguje centrum pro mládež.

## Demografie
Podle údajů z roku 2014 tvořili naprostou většinu obyvatel v Al-Arian Arabové. Jde o menší sídlo vesnického typu s dlouhodobě rostoucí populací. K 31. prosinci 2014 zde žilo 173 lidí. Během roku 2014 populace stoupla o 2,4 %.
| Rok            | 1995 | 2001 | 2003 | 2004 | 2005 | 2006 | 2007 | 2008 | 2009 | 2010 | 2011 | 2012 | 2013 | 2014 |
| -------------- | ---- | ---- | ---- | ---- | ---- | ---- | ---- | ---- | ---- | ---- | ---- | ---- | ---- | ---- |
| Počet obyvatel | 115  | 259  | 264  | 268  | 283  | 286  | 289  | 291  | 175  | 175  | 172  | 176  | 169  | 173  |